# Fatty on the Job
Fatty on the Job è un cortometraggio muto del 1914 diretto da Ralph Ince.

## Produzione
Il film fu prodotto dalla Vitagraph Company of America.

## Distribuzione
Distribuito dalla General Film Company, il film - un cortometraggio di 180 metri - uscì nelle sale cinematografiche statunitensi il 18 febbraio 1914. Nelle proiezioni, veniva programmato con il sistema dello split reel, accorpato in un'unica bobina con un altro cortometraggio prodotto dalla Vitagraph, il documentario Lumbering in Sweden.